# 2361 Gogol
2361 Gogol eller 1976 GQ1 är en asteroid i huvudbältet som upptäcktes den 1 april 1976 av den rysk-sovjetiske astronomen Nikolaj Tjernych vid Krims astrofysiska observatorium på Krim. Den har fått sitt namn efter den ryske författaren Nikolaj Gogol.
Asteroiden har en diameter på ungefär 22 kilometer och den tillhör asteroidgruppen Themis.